# Tetramerinx rufitibia
Tetramerinx rufitibia är en tvåvingeart som beskrevs av Stein 1911. Tetramerinx rufitibia ingår i släktet Tetramerinx och familjen husflugor. Inga underarter finns listade i Catalogue of Life.